# Anfiteatro minore
L'anfiteatro minore di Pozzuoli era un teatro di costruzione romana antica, di cui rimangono poche rovine; un classico anfiteatro romano di epoca augustea o pre-augustea. Gli assi dell'ellisse misurerebbero rispettivamente 130 e 95 metri. Le principali rovine arrivate a noi sono una decina di arcate costruite in opera incerta che avevano funzione di appoggio della curva della cavea.
In età flavia venne costruito il grande anfiteatro perché l'anfiteatro minore non era adeguato alle necessità dei ludi gladiatori.
Il minore e più antico anfiteatro puteolano è stato individuato durante i lavori per la costruzione del tronco della direttissima Roma-Napoli, che lo ha seriamente danneggiato, attraversandolo centralmente.

## Testimonianze
Il vaso in vetro di Odemira, in cui, insieme con altri edifici puteolani, sono raffigurati due anfiteatri: l'uno inferiore contrassegnato dall'emblema del flagello, come se fosse destinato alle venationes; l'altro superiore contrassegnato da una palma, come se fosse più propriamente adatto a combattimenti fra gladiatori. Infatti l'anfiteatro minore era stato costruito secondo il tipo dell'anfiteatro pompeiano, senza i sotterranei e i servizi organizzati per le venationes di cui furono dotati gli anfiteatri costruiti successivamente.
Svetonio riporta come in un'occasione, a causa della calca, un senatore fu impedito all'accesso e Augusto per rimediare all'offesa stabilì nuove regole per l'accesso agli spettacoli.
Dione Cassio narra che nel 66 d.C., sotto il regno di Nerone, il liberto Petronio organizzò a sue spese nell'anfiteatro più antico di Pozzuoli, dei ludi con venationes in onore di Tiridate, nominato re di Armenia da Nerone, alla presenza di  spettatori etiopici e stranieri presenti per  portare tributo e onore al re. Tiridate volle partecipare allo spettacolo anche per dare prova delle sue capacità, uccidendo due tori con una sola freccia scoccata dalla tribuna d'onore.